# KICK OFF! (テレビ番組)
『KICK OFF!』（キックオフ!）は、日本サッカー協会・日本プロサッカーリーグが企画・監修し、全国の民間放送と提携して2022年（令和4年）10月に放送を開始したサッカーの情報番組である。
全国で放送対象地域ごとに別内容の番組が制作されており、系列を跨いだ広義の企画ネット番組であるといえる。

## 概要
放送対象地域の都道府県サッカー協会、日本プロサッカーリーグ (Jリーグ) 加盟各クラブ、および各地のテレビ局と連携し、各地域でサッカーをする子供達やこれからサッカーに興味を持ってほしい人々を対象として、各地域における少年少女年代のサッカー情報からJリーグの正会員クラブ（Jクラブ）の情報を取り扱い、それぞれの地域でのサッカーの普及促進に繋げることを目指す番組。
番組タイトルは地域名を付した『KICK OFF! ○○』で統一されている。基本的には『KICK OFF! HOKKAIDO』（札幌テレビ）、『KICK OFF! FUKUOKA』（テレビ西日本）のように道府県名を付しているが、長野県では『KICK OFF! SHINSHU』（テレビ信州）としている。
また、広域放送を実施する地域では
- 関東広域圏：『KICK OFF! J』（キックオフ!! ジャパン、TBSテレビ）
- 中京広域圏：『KICK OFF! TOKAI』（メ〜テレ）
- 近畿広域圏：『KICK OFF! KANSAI』（毎日放送）

電波相互乗り入れを行う地域では
- 鳥取県・島根県：『KICK OFF! SANIN』（日本海テレビ）
- 岡山県・香川県：『KICK OFF! OKAYAMA・KAGAWA』（RSK山陽放送）

というタイトルで放送されている。
2022年10月度に、福島県、富山県、愛媛県、熊本県、鹿児島県の5県で先行して放送を開始。2023年（令和5年）1月25日に行われたJリーグ30周年オープニングイベントで放送エリアを福井県と高知県を除く45都道府県に拡大する事を発表 され、同月31日に詳細などが発表された。先行開始した5局では全国拡大まで各局独自のタイトルロゴを使用していたが、同年4月の全国放送開始時から全国共通のタイトルロゴが統一されて使用されている。
全国拡大にあたっては「60の正会員クラブがそれぞれの地域で輝く」ことを目指したJリーグ成長戦略の第一歩とし、それぞれの地域でのサッカーやクラブの関心を高め、地域ごとにクラブがより輝く存在にしていきたいという狙いを込めたものである。静岡県では1986年（昭和61年）から2014年（平成26年）まで静岡第一テレビで『KICK OFF』というタイトルで県内各カテゴリのサッカー情報番組を放送しており、当時現役選手として出演していた野々村芳和チェアマンは全国でこのような番組があったらと念頭にあったことを示唆しており、静岡第一テレビでは伝説の番組復活としている。
放送時間は15 - 30分程度で、同じ放送対象地域内に複数のJクラブの本拠地が存在する場合でも、同じ番組で取り扱うことになっている。クラブごとの扱いは制作局ごとの判断に委ねられているが、毎日放送制作の『KICK OFF!KANSAI』では、放送対象地域の近畿広域圏内に本拠地を置く全6クラブを競い合わせる趣旨の共通企画（「ゲームハイライト・タイムサバイバル」 や「カンチャレ」）を定期的に編成。さらに、他地区での放送分への出演者とのコラボレーション企画をいち早く実施している。
福井県・高知県は「Jリーグクラブが存在しない」ことを理由に放送の対象地域から外れていた が、2024年4月より放送される事となった。また、三重県・滋賀県・和歌山県・島根県にもJクラブの本拠地が存在しないが、Jクラブが存在する隣接府県のテレビ局の放送対象地域に含まれている 関係で、当該局での制作分を視聴できるが、該当4地域の露出はない。
関東広域圏（TBS）を除く地区での放送分については、Jリーグの公式YouTubeチャンネル（Jリーグ公式応援番組チャンネル）での動画配信も実施。TBS制作の「KICK OFF!J」でも、生放送による単独番組へ移行した2023年10月16日放送分から、生放送の同録映像を編集した動画をTVerを通じて本番の終了後から1週間限定で配信している。

## 各番組の詳細
- ☆を付した出演者は元Jリーガーで、太字で記した出演者は、制作局に所属するアナウンサー。
- 出演者欄に●印が付されている番組では進行役が出演せず、放送上は制作局のアナウンサーによるナレーションのみで進行する。
- 地域協会の区分を入れたのは、アマチュアサッカーやプロアマ混合となる育成世代の情報を発信する関係もある。

| 地域協会 | 都道府県       | 番組タイトル                | 対象Jリーグクラブ （2025年度所属カテゴリ） | 放送局                           | 系列                                         | 放送日時                                                             | 放送期間        | 出演者                                                                              | 動画               | 備考                          |
| -------- | -------------- | --------------------------- | --- | -------------------------------- | -------------------------------------------- | -------------------------------------------------------------------- | --------------- | ----------------------------------------------------------------------------------- | ------------------ | ----------------------------- |
| 北海道   | 北海道         | KICK OFF! HOKKAIDO          | 北海道コンサドーレ札幌（J2） | 札幌テレビ（STV）                | 日本テレビ系列                               | 土曜 11:40 - 11:55                                                   | 2023年4月8日 -  | 佐々木美波 ひなた日姫 勝見もえり                                                    | 参考動画 - YouTube |                               |
| 東北     | 青森県         | KICK OFF! AOMORI            | ヴァンラーレ八戸（J3） （FC町田ゼルビア（J1）） | 青森朝日放送（ABA）              | テレビ朝日系列                               | 土曜 10:35 - 10:50                                                   | 2023年4月1日 -  | ●澤田愛美                                                                           | 参考動画 - YouTube | [ 注 4 ]                      |
| 東北     | 岩手県         | KICK OFF! IWATE             | いわてグルージャ盛岡（JFL） | 岩手朝日テレビ（IAT）            | テレビ朝日系列                               | 土曜 10:55 - 11:15                                                   | 2023年4月1日 -  | 木村卓寛（天津） 吉田悠真 仮屋未来                                                  | 参考動画 - YouTube | [ 注 5 ]                      |
| 東北     | 宮城県         | KICK OFF! MIYAGI            | ベガルタ仙台（J2） | ミヤギテレビ（ミヤテレ/MMT）     | 日本テレビ系列                               | 月曜 16:45 - 17:50 （自社情報番組コーナー扱い）                      | 2025年4月7日-   |                                                                                     |                    | [ 注 6 ]                      |
| 東北     | 秋田県         | KICK OFF! AKITA             | ブラウブリッツ秋田（J2） | 秋田朝日放送（AAB）              | テレビ朝日系列                               | 土曜 11:00 - 11:15                                                   | 2023年4月1日 -  | 金井鉄馬 大久保香穂                                                                 | 参考動画 - YouTube |                               |
| 東北     | 山形県         | KICK OFF! YAMAGATA          | モンテディオ山形（J2） | さくらんぼテレビ（SAY）          | フジテレビ系列                               | 土曜 11:30 - 11:45                                                   | 2023年4月1日 -  | 白田貴彦 ☆越智隼人                                                                  | 参考動画 - YouTube | [ 注 7 ]                      |
| 東北     | 福島県         | KICK OFF! FUKUSHIMA         | 福島ユナイテッドFC（J3) いわきFC（J2） | 福島中央テレビ（中テレ/FCT）     | 日本テレビ系列                               | 土曜 11:40 - 11:55                                                   | 2022年10月2日 - | 石井佑弥 河岸修登                                                                   | 参考動画 - YouTube | [ 注 8 ]                      |
| 関東     | 関東広域圏     | KICK OFF! J（ジャパン）     | 鹿島アントラーズ（J1） 水戸ホーリーホック（J2） 栃木SC（J3） 栃木シティFC（J3） ザスパクサツ群馬（J3） 浦和レッズ（J1） RB大宮アルディージャ（J2） ジェフユナイテッド市原・千葉（J2） 柏レイソル（J1） FC東京（J1） 東京ヴェルディ（J1） FC町田ゼルビア（J1） 川崎フロンターレ（J1） 横浜F・マリノス（J1） 横浜FC（J1） 湘南ベルマーレ（J1） SC相模原（J3） | TBSテレビ（TBS）                 | TBS系列                                      | 月曜 0:50 - 1:28（日曜深夜）                                         | 2023年4月2日 -  | 齋藤慎太郎 浦野芽良                                                                 |                    | [ 8 ]                         |
| 関東     | 山梨県         | KICK OFF! YAMANASHI         | ヴァンフォーレ甲府（J2） | 山梨放送（YBS）                  | 日本テレビ系列                               | 日曜 17:00 - 17:30 月曜 18:15 - 18:57 （自社情報番組内コーナー扱い） | 2023年4月2日 -  |                                                                                     | 参考動画 - YouTube | [ 注 12 ]                     |
| 北信越   | 新潟県         | KICK OFF! NIIGATA           | アルビレックス新潟（J1） | NST新潟総合テレビ（NST）         | フジテレビ系列                               | 土曜 11:35 - 11:50                                                   | 2023年4月1日 -  | ●飛田厚史                                                                           | 参考動画 - YouTube | [ 注 13 ]                     |
| 北信越   | 長野県         | KICK OFF! SHINSHU           | 松本山雅FC（J3） AC長野パルセイロ（J3） | テレビ信州（TSB）                | 日本テレビ系列                               | 土曜 11:55 - 12:25                                                   | 2023年4月1日 -  | 菅野直道 酒井健太郎 安藤千伽奈 齋藤沙弥香                                           | 参考動画 - YouTube |                               |
| 北信越   | 富山県         | KICK OFF! TOYAMA            | カターレ富山（J2） | チューリップテレビ（TUT）        | TBS系列                                      | 土曜 17:00 - 17:15                                                   | 2022年10月2日 - | 橋本星奈 ☆森泰次郎                                                                  | 参考動画 - YouTube | [ 注 14 ]                     |
| 北信越   | 石川県         | KICK OFF! ISHIKAWA          | ツエーゲン金沢（J3） | 北陸朝日放送（HAB）              | テレビ朝日系列                               | 日曜 10:00 - 10:15                                                   | 2023年4月2日 -  | 吉川圭一 辰巳未来香 (ほくりくアイドル部)                                            | 参考動画 - YouTube |                               |
| 北信越   | 福井県         | KICK OFF! FUKUI             | 福井ユナイテッドFC（北信越1部） | 福井放送（FBC）                  | 日本テレビ系列 テレビ朝日系列                | 月曜 16:45 - 17:53 （自社情報番組内コーナー扱い）                    | 2024年4月1日 -  | 酒井拓海 坂田茉世                                                                   | 参考動画 - YouTube | [ 注 15 ]                     |
| 東海     | 静岡県         | KICK OFF! SHIZUOKA          | 清水エスパルス（J1） ジュビロ磐田（J2） 藤枝MYFC（J2） アスルクラロ沼津（J3） | 静岡第一テレビ（Daiichi-TV/SDT） | 日本テレビ系列                               | 日曜 17:00 - 17:30                                                   | 2023年4月9日 -  | 岩本美蘭 須藤駿介 中川絵美里（月1回）                                               | 参考動画 - YouTube | [ 注 16 ]                     |
| 東海     | 中京広域圏     | KICK OFF! TOKAI（トウカイ） | 名古屋グランパス（J1） FC岐阜（J3） | 名古屋テレビ（メ～テレ/NBN）     | テレビ朝日系列                               | 土曜 11:30 - 11:45                                                   | 2023年4月8日 -  | ☆前園真聖                                                                           | 参考動画 - YouTube | [ 注 17 ]                     |
| 関西     | 近畿広域圏     | KICK OFF! KANSAI            | 京都サンガF.C.（J1） ガンバ大阪（J1） セレッソ大阪（J1） FC大阪（J3） ヴィッセル神戸（J1） 奈良クラブ（J3） | 毎日放送（MBS）                  | TBS系列                                      | 月曜 0:50 - 1:20（日曜深夜）                                         | 2023年4月1日 -  | ☆加地亮 海渡未来 （アシスタント） 松本麻衣子 （ナレーター） 野田桃香 （ナレーター） | 参考動画 - YouTube | [ 注 21 ] [ 注 22 ] [ 注 23 ] |
| 中国     | 鳥取県・島根県 | KICK OFF! SANIN（サンイン） | ガイナーレ鳥取（J3） | 日本海テレビ（NKT）              | 日本テレビ系列                               | 土曜 10:10 - 10:30                                                   | 2023年4月2日 -  | 岡村尚子                                                                            | 参考動画 - YouTube | [ 注 24 ]                     |
| 中国     | 広島県         | KICK OFF! HIROSHIMA         | サンフレッチェ広島F.C（J1） | 広島ホームテレビ（HOME）         | テレビ朝日系列                               | 月曜 18:45 - 19:00                                                   | 2023年4月3日 -  | 榮真樹 ☆森崎浩司                                                                    | 参考動画 - YouTube |                               |
| 中国     | 山口県         | KICK OFF! YAMAGUCHI         | レノファ山口FC（J2） | 山口朝日放送（yab）              | テレビ朝日系列                               | 土曜 10:00 - 10:15                                                   | 2023年4月8日 -  | 八谷英樹                                                                            | 参考動画 - YouTube | [ 注 25 ]                     |
| 中国     | 岡山県         | KICK OFF! OKAYAMA・KAGAWA   | ファジアーノ岡山FC（J1） カマタマーレ讃岐（J3） | RSK山陽放送（RSK）               | TBS系列                                      | 土曜 7:00 - 7:30                                                     | 2023年4月1日 -  | 加戸英佳                                                                            | 参考動画 - YouTube | [ 注 26 ] [ 注 27 ]           |
| 四国     | 香川県         | KICK OFF! OKAYAMA・KAGAWA   | ファジアーノ岡山FC（J1） カマタマーレ讃岐（J3） | RSK山陽放送（RSK）               | TBS系列                                      | 土曜 7:00 - 7:30                                                     | 2023年4月1日 -  | 加戸英佳                                                                            | 参考動画 - YouTube | [ 注 26 ] [ 注 27 ]           |
| 四国     | 徳島県         | KICK OFF! TOKUSHIMA         | 徳島ヴォルティス（J2） | 四国放送（JRT）                  | 日本テレビ系列                               | 日曜 11:05 - 11:20                                                   | 2023年4月2日 -  | 中山楓音                                                                            | 参考動画 - YouTube |                               |
| 四国     | 愛媛県         | KICK OFF! EHIME             | 愛媛FC（J2） FC今治（J2） | 南海放送（RNB）                  | 日本テレビ系列                               | 土曜 11:35 - 11:45                                                   | 2022年10月1日 - | 伊藤みずほ                                                                          | 参考動画 - YouTube |                               |
| 四国     | 高知県         | KICK OFF! KOCHI             | 高知ユナイテッドSC（J3） | テレビ高知（KUTV）               | TBS系列                                      | 金曜 18:15 - 18:55 （自社情報番組内コーナー扱い）                    | 2024年4月5日 -  | 奴田原優奈 筒井啓文                                                                 | 参考動画 - YouTube | [ 注 28 ]                     |
| 九州     | 福岡県         | KICK OFF! FUKUOKA           | アビスパ福岡（J1） ギラヴァンツ北九州（J3） | テレビ西日本（TNC）              | フジテレビ系列                               | 土曜 11:20 - 11:50                                                   | 2023年4月2日 -  | ☆城彰二（MC） 松田宣浩（MC） ☆石津大介 豊永阿紀（HKT48） 高木晴菜（サポートMC）     | 参考動画 - YouTube | [ 注 29 ]                     |
| 九州     | 佐賀県         | KICK OFF! SAGA              | サガン鳥栖（J2） | サガテレビ（SAGA TV/STS）        | フジテレビ系列                               | 土曜 10:25 - 10:40                                                   | 2023年4月1日 -  | 諸岡彩                                                                              | 参考動画 - YouTube |                               |
| 九州     | 長崎県         | KICK OFF! NAGASAKI          | V・ファーレン長崎（J2） | テレビ長崎（KTN）                | フジテレビ系列                               | 土曜 10:25 - 10:40                                                   | 2023年4月1日 -  | 平仙浩教                                                                            | 参考動画 - YouTube | [ 注 30 ]                     |
| 九州     | 熊本県         | KICK OFF! KUMAMOTO          | ロアッソ熊本（J2） | くまもと県民テレビ（KKT）        | 日本テレビ系列                               | 土曜 11:35 - 11:50                                                   | 2024年4月6日 -  | ☆小林弘記 倉本彩                                                                    | 参考動画 - YouTube | [ 注 31 ]                     |
| 九州     | 大分県         | KICK OFF! OITA              | 大分トリニータ（J2） | 大分放送（OBS）                  | TBS系列                                      | 土曜 11:15 - 11:30                                                   | 2023年4月1日 -  | 渡辺敬大 森迫麻衣                                                                   | 参考動画 - YouTube |                               |
| 九州     | 宮崎県         | KICK OFF! MIYAZAKI          | テゲバジャーロ宮崎（J3） | テレビ宮崎（UMK）                | フジテレビ系列 日本テレビ系列 テレビ朝日系列 | 水曜 16:35 - 16:50(生放送) 土曜 11:30 - 11:45(再放送)                | 2023年4月1日 -  | 瀬良有里奈 オカファーエニス豪 ☆西岡大輝                                             | 参考動画 - YouTube |                               |
| 九州     | 鹿児島県       | KICK OFF! KAGOSHIMA         | 鹿児島ユナイテッドFC（J3） | 鹿児島放送（KKB）                | テレビ朝日系列                               | 月曜 18:40 - 18:55                                                   | 2022年10月2日 - | ☆田上裕 下鶴琴音                                                                    | 参考動画 - YouTube |                               |
| 九州     | 沖縄県         | KICK OFF! OKINAWA           | FC琉球（J3） | 琉球放送（RBC）                  | TBS系列                                      | 土曜 13:15 - 13:30                                                   | 2023年4月1日 -  | 鎌田宏夢 ☆上原慎也（アマ現役）                                                      | 参考動画 - YouTube |                               |

### 過去に放送されていた番組
| 都道府県 | 番組タイトル       | 対象Jリーグクラブ （終了時所属カテゴリ） | 放送局                | 系列           | 放送日時         | 放送期間                      | 出演者      | 動画               | 備考      |
| -------- | ------------------ | ---------------------------------------- | --------------------- | -------------- | ---------------- | ----------------------------- | ----------- | ------------------ | --------- |
| 熊本県   | KICK OFF! KUMAMOTO | ロアッソ熊本（J2）                       | テレビくまもと（TKU） | フジテレビ系列 | 日曜 8:45 - 9:00 | 2022年10月8日 - 2024年3月31日 | ●浜田友里子 | 参考動画 - YouTube | [ 注 32 ] |
| 宮城県   | KICK OFF! MIYAGI   | ベガルタ仙台（J2）                       | 東日本放送（khb）     | テレビ朝日系列 | 土曜 7:30 - 7:45 | 2023年4月1日 - 2025年3月29日  |             | 参考動画 - YouTube | [ 注 33 ] |